# 克萊德 (加利福尼亞州)
克萊德（英語：Clyde）是位於美國加利福尼亞州康特拉科斯塔縣的一個人口普查指定地區。

## 地理
克萊德的座標為38°01′32″N 122°01′46″W / 38.02556°N 122.02944°W，而該地最高點為海拔高度7米（即23英尺）。

## 人口
根據2010年美國人口普查的數據，克萊德的面積為0.347平方千米，當中陸地面積為0.347平方千米，而水域面積為0.000平方千米。當地共有人口678人，而人口密度為每平方千米1,953人。